# Рыболовлев, Дмитрий Евгеньевич
Дми́трий Евге́ньевич Рыболо́влев (род. 22 ноября 1966, Пермь) — российский предприниматель, миллиардер. Входит в двадцатку богатейших людей России по версии журнала Forbes. Бывший фактический владелец «Уралкалия» в 1990—2000-х годах, с 2011 года — основной владелец футбольного клуба «Монако» (восьмикратного чемпиона Франции по футболу). С 2012 года — гражданин Кипра.

## Биография
Родители — Евгений Владимирович (1927—2023) и Зинаида Павловна (род. 1936). Рыболовлевы — преподавали в Пермском медицинском институте. Д. Е. Рыболовлев окончил с отличием этот институт в 1990 году. В студенческие годы Дмитрий Рыболовлев женился на своей сокурснице Елене Чупраковой, которая родила ему в 1989 году их первую дочь Екатерину. Трудовой путь начал во время учёбы с работы в кардиологической реанимации, куда поступают больные после инфаркта (сначала работал санитаром, затем медбратом и врачом). Проходя практику в интернатуре, Рыболовлев открыл вместе с отцом своё первое предприятие «Магнетикс», которое оказывало медицинские услуги корпоративным клиентам. В основе лечения использовался разработанный Е. В. Рыболовлевым метод магнитотерапии, по которому он защитил в 1991 году докторскую диссертацию «Магнитопунктура переменным полем в лечении и реабилитации больных гипертонической болезнью, возможности её сочетанного применения с бромйодной бальнеотерапией и при других заболеваниях». Корпоративные клиенты чаще всего расплачивались с «Магнетиксом» собственной продукцией со скидкой (по бартеру, который был распространён в 1990-х годах в России). От перепродажи данной продукции компания Рыболовлева получала больший доход, чем от основного медицинского предпринимательства. Именно на торговой деятельности, по информации Forbes, Рыболовлев заработал свой первый миллион долларов.
Помимо торговой деятельности товарами, Рыболовлев прошёл обучение на курсах брокеров в Москве, получил аттестат Министерства финансов России и вместе с ним получил право совершения операций с ценными бумагами (одним из первых в стране и первым в Пермской области).
С 1992 года Рыболовлев стал главой собственной инвестиционной компании «Инкомброк». Работа компании началась с консультирования руководителей крупных предприятий, которые были вовлечены в процесс приватизации государственной собственности. Затем Рыболовлев перешёл к самостоятельному инвестированию: в 1994 году основал вместе с партнёрами банк, приобрёл доли в различных крупных пермских предприятиях и стал членом совета директоров в них.
Продав часть акций в 1995 году, Рыболовлев сконцентрировал свои инвестиции в ряде основных предприятий — «Уралкалий» и «Азот» в Березниках, «Соликамскбумпром» и «Сильвинит» в Соликамске, «Метафракс» в Губахе. В том же году он стал главой совета директоров банка «Кредит ФД». В течение года, с 1999 по 2000 гг., возглавлял наблюдательный совет банка «Уральский финансовый дом». В 1994 году Д. Рыболовлев вошёл в Совет директоров «Уралкалия», ещё через 2 года возглавил Совет директоров предприятия. В 2000 году стал контролирующим акционером «Уралкалия». В конце 2005 года возглавил наблюдательный совет «Белорусской калийной компании».
В 2010 году Рыболовлев продал контрольный пакет акций «Уралкалия» (53,2 %): 25 % получила Kaliha Finance Limited Сулеймана Керимова, 15 % — Aerellia Investments Limited Александра Несиса (в 2011 году допродал ему же оставшиеся 10 %) и 13,2 % — Becounioco Holdings Limited Филарета Гальчева. СМИ оценили сумму сделки в $5,32 млрд. В том же году Рыболовлев после приобретения 9,7 % акций Bank of Cyprus стал крупнейшим акционером банка. Позже, вследствие финансового кризиса на Кипре, его доля в банке существенно снизилась. В 2012 году Рыболовлев получил гражданство Республики Кипр, что стало результатом его инвестиций в эту страну.
С 2011 года он проживает в Монако, тогда же купил контрольный пакет акций футбольного клуба «Монако». За три года клуб с последнего места французской Лиги-2 вышел на первое место Лиги-1 и попал в полуфинал Лиги чемпионов. В 2017 году «Монако» досрочно стал победителем Чемпионата Франции.
Рыболовлев известен как коллекционер предметов искусства, занимается благотворительностью и социальными проектами. Часть средств предприниматель направляет на проекты в области биотехнологий в Швейцарии и США.

## Получение контроля над «Уралкалием» и судебный процесс
В 1992 году началась приватизация «Уралкалия». Дмитрий Рыболовлев и его партнёры активно участвовали в этом процессе. К середине 1990-х годов предприниматель столкнулся со значительным противодействием в процессе установления контроля над «Уралкалием» со стороны конкурентов. Опасаясь за безопасность семьи, он перевез её в Швейцарию в 1995 году, а в мае 1996 года он сам был арестован по обвинению в заказном убийстве Евгения Пантелеймонова — директора принадлежащего Рыболовлеву предприятия «Нефтехимик».
По версии обвинительного заключения по убийству Евгения Пантелеймонова (обвинительное заключение по уголовному делу N 4902), в 1994 году Рыболовлев вступил в сговор с другими лицами с целью приобретения на аукционах «акций предприятий, расположенных на территории Пермской области, преимущественно химического и нефтехимического комплекса», при этом «используя авторитет указанных лиц среди членов различных преступных группировок». Отношения с бандитами осложнились в середине 1995 года, когда Рыболовлев хотел разорвать связи «Нефтехимика» с «Торговым домом ФД».
С другой стороны ряд изданий, в частности Forbes, «Коммерсант» и «Ведомости» предполагали, что дело Рыболовлева было заказным. Оговоривший его свидетель (он же оказался и организатором убийства), позднее отказался от своих показаний. При этом, одним из свидетелей защиты Рыболовлева выступила вдова Пантелеймонова, которая как руководитель маркетингового отдела «Нефтехимика» была в курсе всех дел. Она рассказала, что отношения её мужа с Рыболовлевым были очень хорошими, и именно по его предложению Пантелеймонов и был назначен на свою должность. После 11 месяцев, которые Рыболовлев провел в следственном изоляторе в Перми, он был оправдан судами трех инстанций, включая высший российский судебный орган — Президиум Верховного Суда РФ, и был освобождён из-под стражи. Во время судебного процесса его адвокатом выступал Андрей Похмелкин, чей брат Виктор Похмелкин, избирался с 1993 по 2007 год от одномандатного округа Перми в депутаты Госдумы.
В СМИ сообщали, что в тюрьме ему предлагали продать акции «Уралкалия» в обмен на освобождение, но он отказался. Несмотря на оказываемое давление, Рыболовлев сумел отстоять компанию, сохранив свою долю.
К 2000 году Рыболовлев получил полный контроль над «Уралкалием», консолидировав более 50 % акций. В том же году Рыболовлев финансово поддержал кандидатуру Юрия Трутнева на губернаторских выборах, хотя он до этого официально пообещал поддерживать кандидатуру текущего губернатора области Геннадия Игумнова. Вспоминая этот поступок, бывший депутат Госдумы Виктор Похмелкин назвал его «предательским». С того момента Трутнев, назначенный в 2004 году министром природных ресурсов, стал лояльным сторонником Рыболовлева и часто оказывал ему административную помощь. Например, при аварии на руднике «Уралкалия» в 2006 году, снизить сумму штрафа «удалось во многом благодаря хорошим отношениям Рыболовлева с Трутневым».

## Управление «Уралкалием»
В 2000 году Рыболовлев полностью заменил руководство «Уралкалия», установив в качестве ключевого показателя повышение производительности труда, и в результате показатель вырос в «Уралкалии» в 2,5 раза в период с 2000 по 2007 год. Рыболовлев стимулировал развитие системы сбыта «Уралкалия», пробовал различные варианты организации трейдинга. В 2005 году по его предложению продажи «Уралкалия» и «Беларуськалия» (белорусского госпредприятия, чей объём производства превышал объём производства «Уралкалия» в 1,5 раза) были объединены в рамках созданной сбытовой организации — «Белорусская калийная компания». Сам Рыболовлев возглавил наблюдательный совет БКК.
В 2006 году «Уралкалий» был готов к размещению акций (IPO) на Лондонской фондовой бирже, но буквально за несколько дней до размещения Рыболовлев принял решение отказаться от него, так как считал, что инвесторы оценили компанию слишком дёшево. Через несколько недель после даты, на которую было запланировано размещение, на одном из рудников «Уралкалия» произошла авария и он был затоплен; если бы выход на биржу состоялся, то, по мнению экспертов, акции бы резко упали в цене, а репутация Рыболовлева была бы испорчена.

## Авария «Уралкалия» 2006 года
18 октября 2006 года в «Уралкалии» произошла крупная авария — прорвавшиеся подземные воды затопили шахту Первого Березниковского рудоуправления. Официально об этом сообщили только 23 октября. Шахтеров своевременно вывели на поверхность, человеческих жертв удалось избежать, но в результате затопления компания лишилась самого старого из своих рудников и дорогостоящего шахтного оборудования. Причины аварии расследовали комиссии Ростехнадзора, МЧС и Министерства природных ресурсов. В итоге первая комиссия решила, что авария произошла по геологическим причинам. Глава МЧС Сергей Шойгу заявил, что «ситуация, которую мы сегодня имеем, копилась десятилетиями. Здесь заложены ошибки, в том числе военного времени, когда шли очень активные и, может быть, не очень осмотрительные работы».
СМИ озвучили версию, что катастрофа связана с работой, проводимой ещё в советское время. Шахтные пустоты образовывались несколько десятилетий, в период, когда ПО «Уралкалий» принадлежало государству. В 1992 году, после акционирования «Уралкалия», компания активно занялась закладкой пустот, доставшихся ей в наследство. Более 70 % финансирования осуществлял «Уралкалий», остальное составляли средства регионального и городского бюджетов.
С другой стороны разные источники выразили сомнения в том, проводил ли «Уралкалий» все необходимые работы по закладке выработок, что непосредственно могло привлечь к возникновению катастрофы. В статье «Иной Газеты» от 30 декабря 2008 года даже говорили, что «жадный Рыболовлев, не желая тратиться на полномасштабную закладку, изменил коэффициент заполнения пустот чуть ли не в два раза, хотя формально она велась, и средства на неё шли не только калийного предприятия, но и бюджетные». Тот факт, что доклад первой комиссии, по итогам которого в качестве причин аварии был признан комплекс техногенных и геологических факторов, частично написало ОАО «Галургия», аффилированное с «Уралкалием», тоже подвергает сомнению объективность его работы. Сомнения в объективности комиссии вызывает и тот факт, что её возглавлял тогдашний министр природных ресурсов Юрий Трутнев, личный друг Рыболовлева и чьё начало в политике финансировал тот же Рыболовлев. Для некоторых обозревателей этим во многом объясняет тот факт, что Рыболовлев не привлекался к уголовной или даже административной ответственности после аварии.
В октябре 2008 года вице-премьер Игорь Сечин настоял на проведении дополнительного расследования с целью определить степень финансовой ответственности компании за аварию на руднике в 2006 году. По мнению некоторых изданий (в том числе западных), это решение объясняется тем, что «Уралкалий» стал целью рейдерского захвата, организованного лицами, использующими интересы некоторых высокопоставленных чиновников для собственной выгоды.
Министр по чрезвычайным ситуациям России Сергей Шойгу на медиафоруме «Единой России» в Москве резко критиковал деятельность Рыболовлева: «Я бы журналистам советовал посмотреть финансовые итоги работы этого предприятия за последние годы, а также узнать, кто первый номер по налоговым платежам в Швейцарии, тогда всё станет ясно. Государство делает всё для того, чтобы решить возникшую ситуацию, но нужно было бы спросить и с собственника предприятия. Он тоже должен участвовать в этом процессе».
Личный друг Рыболовлева и министр природных ресурсов Юрий Трутнев наоборот публично вступился за «Уралкалий»: «Рассмотрение вины „Уралкалия“ здесь вряд ли уместно», — заявил он. Некоторые СМИ обвиняли «Уралкалий» в недостаточном финансировании закладки шахтных пустот, но со своей стороны компания неоднократно опровергала эти обвинения и подтверждала это документально. Согласно информации, предоставленной изданию «Коммерсант», специалисты компании осуществляли работы по закладке выработанного шахтного пространства на основе технических проектов и планов развития горных работ в тех объёмах, которые необходимы для обеспечения безопасности действующих рудников. Вторая комиссия, созданная по инициативе Сечина, в итоге пришла к аналогичным выводам о причинах аварии и отсутствии вины компании, её руководства и акционеров. Причиной аварии была признана совокупность геологических и технологических факторов.
«Уралкалий» добровольно в рамках социальной ответственности принял решение оказать помощь в ликвидации последствий аварии на сумму порядка 7,8 млрд рублей (около 300 млн долларов). 5 миллиардов из этих средств было передано на строительство обводного железнодорожного пути в обход все участков Верхнекамского калийного месторождения. Размещение акций «Уралкалия» в Лондоне произошло в 2007 году и принесло прибыли больше, чем могло принести первое несостоявшееся размещение. Это размещение экспертами считается одним из рекордных для российских компаний — спрос на акции превысил предложение в 23 раза, компания привлекла в ходе IPO 947 млн 970 тыс. долл.. Благодаря увеличению мировых цен на хлористый калий, полученная прибыль от IPO 14,38 % акций была практически больше, чем могла бы быть год назад за 21 % акций. По информации РБК, с 2003 по 2008 годы цены на калийные удобрения выросли в 6 раз, позиции «Уралкалия», контролировавшего 30 % мирового экспорта калийных удобрений, существенно укрепились: на начало 2008 года капитализация составила около 990 миллиардов рублей.
В ОАО «Уралкалий» был проведен аудит системы экологического менеджмента. Виктория Ханина, являющаяся представителем крупнейшей в мире аудиторской корпорации SGS (Швейцария), проверила и подтвердила соответствие системы экологического менеджмента компании требованиям международного стандарта ИСО 14001.
В 2011 году Рыболовлев продал 53,2 % Акций Уралкалия Сулейману Керимову, Александру Несису и Филарету Гальчеву. А в 2011 году продал оставшиеся акции предприятия.

## Инвестиции

### Искусство
Рыболовлев известен как владелец ряда известных картин XIX-XX веков. По данным СМИ, Дмитрий Рыболовлев собрал в 2003—2015 годах уникальную коллекцию дорогостоящих предметов искусства, вложив в их покупку порядка 2 миллиардов долларов США. В его коллекцию вошли значимые работы Пикассо, Родена, Модильяни, Матисса, Ротко и Гогена. Одна из самых дорогих картин коллекции — «Водяные змеи II» Густава Климта — была куплена за 183,8 млн долларов. В 2015 году по иску Дмитрия Рыболовлева в Монако открыли дело в отношении арт-дилера Ива Бувье, которого позже арестовали. В 2018 году от имени компаний Рыболовлева также был подан иск к аукционному дому Sotheby’s с обвинением в том, что аукционный дом участвовал в мошеннической схеме, помогая Бувье в завышении цен. Ущерб от действий Sotheby’s был оценен олигархом в 380 млн долларов. Одна из картин коллекции Рыболовлева — «Спаситель мира» Леонардо да Винчи — получила широкую известность, когда при продаже установила мировой рекорд: её цена на аукционе Christie’s составила 450 млн долларов
В 2016 году трасты семьи Рыболовлевых были упомянуты в рамках доклада «Панамское досье». В СМИ появилась информация о том, что юридическая фирма Mossack Fonseca, утечка документов которой легла в основу доклада Международного консорциума журналистов-расследователей (ICIJ) «Панамские документы», зарегистрировала Траст Xitrans Finance Ltd, которая, как утверждается в расследовании ICIJ, якобы была использована во время раздела имущества с бывшей супругой Рыболовлева. По данным консорциума, компании принадлежали полотна Модильяни, Пикассо, Моне, Ван Гога и Дега, а также эксклюзивные предметы мебели. Дмитрий Рыболовлев выступил с опровержением обвинений, подчеркнув, что все структуры были созданы ещё в 2002 году на законных основаниях в целях защиты активов и имущественного планирования, а значит их невозможно связать с разводом, который начался только в 2008 году. Холдинг Xitrans Finance Ltd, который как юридическое лицо владеет коллекцией произведений искусства, тоже был публично раскрыт ранее, и его работа соответствует действующим законам.

### Футбол
В декабре 2011 года инвестиционная группа Рыболовлева приобрела у Княжества Монако контрольный пакет акций (66,7 %) футбольного клуба «Монако». В соответствии с обязательствами, Рыболовлев должен был вложить в клуб не менее 100 млн евро в течение последующих 4 лет. После приобретения в состав совета директоров клуба вошли три представителя Княжества и шесть от компании-покупателя (в том числе Рыболовлев, избранный президентом клуба). Сумма сделки, по данным СМИ, составила символическую сумму в 1 евро. По итогам сезона Лиги 2 2012/2013 годов ФК «Монако» вышел в Лигу 1 французского футбола, а в чемпионате 2013/2014 занял 2-е место и вышел в Лигу чемпионов. В 2017 году клуб выиграл свой восьмой титул чемпиона Франции.
Дмитрий Рыболовлев активно следит за успехами клуба, периодически лично дает установку команде перед матчами. В 2014 году ФК «Монако» договорилось с французской лигой о сохранении штаб-квартиры клуба на территории Княжества Монако. Условием договоренности стала выплата компенсации в размере 50 млн евро двумя траншами в течение 2-х лет.
По данным CIES Football Observatory, футбольный клуб «Монако» в 2018 году больше всех заработал на трансферах — 950 млн евро. ФК «Монако» под руководством Дмитрия Рыболовлева активно подписывает игроков с высоким потенциалом. По информации СМИ, ФК «Монако» в 2018 году заплатил ЦСКА за российского футболиста Александра Головина рекордную сумму — около 30 млн долларов. За команды Франции и Хорватии, вышедшие в финал чемпионата мира по футболу 2018 — выступали пятеро бывших и действующих игроков монегасков: Менди, Лемар, Сидибе, Мбаппе и Субашич. Один из самых дорогих в мире трансферов — покупка Килиана Мбаппе у «Монако» парижским клубом «ПСЖ», обошедшаяся в 180 млн евро.
Имя Рыболовлева упоминалось в деле о Football Leaks (интернет-ресурс, на котором размещается информация об условиях футбольных трансферов, контрактах и зарплатах футболистов). По данным французской газеты Mediapart, ФК «Монако» был вовлечен в финансовую схему с футбольным агентом Хорхе Мендешем, а также забрал себе большую часть суммы от трансфера Мбаппе. Опровергая обвинения Mediapart, футбольный клуб заявил, что Рыболовлев инвестировал в клуб около 335 млн евро с момента покупки клуба. Эти деньги расходовалась на трансферы, зарплату игроков и долги клуба. Рыболовлев, при этом, ни с какого клубного дохода лично не получил ни одного цента, в том числе и с трансфера Мбаппе.

## Иск Рыболовлева к Бувье и обвинение арт-дилера в мошенничестве
Ещё с начала 2000-х годов Рыболовлев начал собирать коллекцию уникальных и дорогостоящих предметов искусства, пользуясь услугами швейцарского арт-дилера Ива Бувье. В конце 2014 года, случайно узнав, что Бувье существенно завышал цены на продаваемые предметы искусства, Рыболовлев подал на него заявление в полицию, обвинив в мошенничестве на 1 млрд долларов. Это разбирательство, получившее в зарубежных СМИ название «Дело Бувье» (Bouvier Affair), повлекло за собой возбуждение нескольких дел, в том числе против самого Рыболовлева, сопровождалось взаимными обвинениями сторон, задержаниями, обысками и арестами активов Ива Бувье, оно продолжается до сих пор в нескольких странах.
Предприниматель и арт-дилер сотрудничали более 10 лет. С помощью Бувье Рыболовлев приобрёл 38 произведений искусства, потратив на них в общей сложности 2 миллиарда долларов. Согласно материалам дела, по изначальным договорённостям комиссия Бувье составляла 2 %, однако, как выяснилось позже, стоимость картин значительно завышалась арт-дилером, что привело к переплате в 1 миллиард долларов.
6 ноября 2018 года Рыболовлев был задержан полицией Монако по подозрению в коррупции (самостоятельно явился в полицейский участок для дачи показаний). СМИ связывают данное дело с делом Ива Бувье, против которого Рыболовлев ранее подал иск о мошенничестве со стоимостью картин. Посольство Российской Федерации направило запрос властям Монако по данному факту. После допроса Рыболовлев был освобождён под условие судебного контроля, без ограничений в перемещениях, что позволило ему прилететь в Москву 10 ноября, а в конце месяца вновь вернуться в Монако и присутствовать на тренировке ФК «Монако».
В июне 2019 года судебное разбирательство Рыболовлева с арт-дилером Бувье и аукционным домом Sotheby’s получило своё продолжение. Федеральный апелляционный суд Нью-Йорка разрешил компаниям Рыболовлева использовать публично документы, предоставленные ранее Sotheby’s в рамках судебного разбирательства. Суд отклонил ходатайство Sotheby’s о прекращении дела, а также постановил, что Нью-Йорк является надлежащей юрисдикцией для рассмотрения иска Рыболовлева против Sotheby’s в деле о соучастии в мошенничестве Бувье.
Компании Рыболовлева добились публикации ранее закрытой переписки Бувье с вице-президентом Sotheby’s Самуэлем Валеттом. Несмотря на то, что аукционный дом Sotheby’s добивался того, чтобы переписка между Бувье и Валлетом оставалась засекреченной, суд принял решение в пользу Рыболовлева. В 2018 году предприниматель подал иск к аукционному дому с требованием возместить ущерб в размере 380 миллионов долларов, а также обвинил Sotheby’s в содействии мошенническим действиям арт-дилера Ива Бувье. Отклонение ходатайства аукционного дома о засекречивании переписки с Бувье означает, что Рыболовлев получил возможность использовать документы, подтверждающие реальную стоимость картин, приобретённых Бувье для Рыболовлева через Sotheby’s.
1 марта 2023 года Судья окружного суда Южного округа Нью-Йорка признал обоснованными требования Рыболовлева к Sotheby’s на $200 млн. в рамках рассмотрения ранее поданного иска о содействии Sotheby’s мошенническим действиям арт-дилера Ива Бувье. Судья посчитал, что имеется достаточно доказательств, чтобы подозревать Самуэля Валетта, вице-президента Sotheby’s, отвечающего за частные продажи, «в том, что он знал о манипулировании ценами, которое лежало в основе системы Бувье».
В январе 2021 года первый прокурор Женевы Ив Бертосса направил сторонам уведомление о намерении прекратить дело о мошенничестве в отношении Бувье. Конкретные причины, по которым прокурор решил прекратить расследование, названы не были. В уведомлении указано, что стороны могут обжаловать его решение. В июле 2022 года Апелляционная палата по уголовным делам Женевского суда вынесла решение о возврате дела о мошенничестве Ива Бувье в прокуратуру для возобновления расследования. В ноябре 2023 года Рыболовлев и Бувье заключили соглашении о прекращении споров во всех юрисдикциях и снятии претензий друг к другу. Стороны заключили конфиденциальное соглашение, проинформировали об этом прокуратуру, просили не продолжать уголовное дело и указали о своём согласии о его закрытии.
В январе 2024 года суд в Нью-Йорке отклонил поданный ранее иск Рыболовлева к аукционному дому Sotheby’s о содействии мошенническим действиям Бувье. Судебный процесс в федеральном суде Манхеттена начался 8 января 2024 года и длился почти четыре недели. Рыболовлев лично дал показания в суде и заявил, что покупая произведения искусства при посредничестве Бувье, он полностью полагался на документы Sotheby’s. В итоге это привело к тому, что он переплатил своему арт-консультанту $1 млрд. Самюэль Валетт, старший вице-президент Sotheby’s и глава отдела частных продаж в регионе EMEA (Европа, Ближний Восток и Африка), заявил в суде, что информация в электронных письмах Бувье, направленных помощнику Рыболовлева для обоснования цен на произведения искусства, была полной выдумкой. 30 января присяжные в составе 10 человек пришли к выводу что аукционный дом не содействовал мошенничеству, которое заключалось в существенном тайном завышении цен на четыре произведения искусства, проданные российскому коллекционеру. Адвокат Рыболовлева заявил, что судебное дело достигло своей цели: пролить свет на отсутствие прозрачности на рынке искусства, также он добавил, что подобная скрытность сделала крайне сложным доказывание комплексного кейса по содействию и пособничеству в мошенничестве, а вердикт суда подчеркивает необходимость проведения реформ вне зала суда.
В октябре 2024 года прокуратура Швейцарии прекратила расследование в отношении бизнесмена, которое было начато в 2017 году по жалобе Бувье. В постановлении прокуратуры указано, что использование личных данных из телефона адвоката Рыболовлева было незаконным, и не могло служить в качестве основания расследования, а также не могло быть использовано в качестве доказательства. Ранее, в июне 2024 года, к аналогичным выводам пришел Европейский суд по правам человека, который рассматривал жалобу адвоката Рыболовлева.
В феврале 2025 года апелляционный суд Монако аннулировал уголовное дело против Дмитрия Рыболовлева и его адвоката Татьяны Бершеды, возбужденное в 2017 году в связи с конфликтом Рыболовлева с арт-дилером Ивом Бувье и их общей знакомой Таней Раппо. В июне 2024 года Европейский суд по правам человека признал уголовный процесс в Монако против Рыболовлева и Бершеды дефектным, поскольку он основывался на неправомерном использовании данных из мобильного телефона Бершеды.

## Благотворительность и социальные проекты
Когда Дмитрий Рыболовлев руководил «Уралкалием», компания ежегодно инвестировала десятки миллионов долларов в социальные проекты, важные для Пермского края и для России в целом. В дальнейшем его структуры участвовали в крупных социальных проектах в сфере культуры, здравоохранения, спорта и развития социальной инфраструктуры в тех регионах, где он жил, или в странах, куда инвестировал средства.
Среди крупных благотворительных и социальных проектов в России, поддержанных финансово: воссоздание храма Преподобного Макария Египетского, Санкт-Петербургского государственного горного института; восстановление собора Рождества Богородицы московского Зачатьевского монастыря (пожертвовал 15,5 млн евро); реставрация иконостаса Крестовоздвиженского собора Белогорского Николаевского монастыря; восстановление дворцово-паркового комплекса «Ораниенбаум» под Санкт-Петербургом; помощь Пермской медицинской академии, которую он окончил и членом попечительского совета которой является.
Рыболовлев принял активное участие в работе «Фонда поддержки олимпийцев России», входил в попечительский совет Фонда, который возглавлял премьер-министр РФ Дмитрий Медведев. В феврале 2016 года президент России Владимир Путин отметил заслуги «Фонда поддержки олимпийцев России» благодарностью президента Российской Федерации. По словам исполнительного директора Фонда Александра Катушева, эта благодарность президента адресована, прежде всего, десяти предпринимателям, которые в 2005 году стали учредителями Фонда, а также тем предпринимателям, которые присоединились к работе Фонда в 2008 году, и с тех пор неизменно оказывают финансовую поддержку. Среди них Катушев отметил и члена попечительского совета Дмитрия Рыболовлева.
В 2010 году Рыболовлев оказал поддержку в размере 500 тысяч евро на строительство православного храма Святителя Николая для русской общины в Лимасоле (Кипр). Дмитрий и его дочь Екатерина реализовали несколько социальных и благотворительных проектов в Греции, где находятся принадлежащие им объекты недвижимости. В 2012 году структуры Рыболовлевых приобрели остров Скорпиос, принадлежавший в прошлом известному греческому предпринимателю Аристотелю Онассису. В сентябре 2018 года структуры Рыболовлевых объявили о начале крупного проекта по реконструкции острова Скорпиос и создании высококлассного мирового курорта, что будет способствовать оживлению экономики региона и созданию новых рабочих мест. Основной принцип проекта — сохранение природных ландшафтов и экологии острова. В проект будет вложено 160 млн евро.
Благотворительные организации Дмитрия и Екатерины Рыболовлевых ежегодно выделяли до 100 тысяч евро на отдельные проекты в регионе Лефкада, направленные на развитие спорта, поддержку системы здравоохранения.
Дмитрий Рыболовлев оказывает поддержку обществу Друзей балета Монте-Карло и различным проектам в сфере здравоохранения и спорта в Монако. Через футбольный клуб «Монако» реализуется крупный благотворительный проект Monacoeur, который занимается развитием детского спорта в княжестве.
Среди других проектов Рыболовлева в других странах:
- поддержка The Foundation for AIDS Researches amfAR (США)[108]
- поддержка The Naked Heart Foundation (Великобритания)[109]

В апреле 2020 года Дмитрий Рыболовлев внес крупное пожертвование в Благотворительный фонд Пермского края по борьбе с коронавирусом. Из 134,5 млн руб., поступивших в фонд на начало апреля, 80 млн руб. были внесены принадлежащей Рыболовлеву компанией ЗАО ИК «Финансовый дом». Благотворительный фонд позволяет решать оперативные задачи, реализация которых через систему госзакупок требует много времени, в том числе средства фонда предназначены для приобретения средств защиты (маски, костюмы, средства в боксы и другое).
В октябре 2020 года Рыболовлев пообещал внести частное пожертвование на восстановление футбольного поля в Сен-Мартен-Везюби после разрушений нанесённых ураганом «Алекс».

## Семья
Бывшая жена — Елена Рыболовлева. Дмитрий и Елена поженились ещё будучи студентами в 1987 году. В браке у супругов родилось две дочери: Екатерина (род. 1989) и Анна (род. 2001). 22 декабря 2008 года Елена подала на развод по причине измены мужа. По версии прессы, в своём иске Елена обвинила мужа в изменах, и в качестве примера ссылалась на вечеринки с молодыми девушками-моделями на яхте Рыболовлева.
В мае 2014 года суд Женевы оформил развод Рыболовлевых. Вопрос о разделе имущества оставался нерешённым в течение 7 лет — до октября 2015 года. В 2012 году бывшие супруги договорились о мировом соглашении, которое в результате было сорвано. В соответствии с соглашением Рыболовлев должен был выплатить Елене около 1 миллиарда долларов США, в том числе 600 миллионов долларов США наличными. Соглашение не было подписано, так как Рыболовлев предполагал выплатить всю сумму в несколько траншей, а Елена требовала немедленной выплаты всей суммы единовременно. Елена заявляла претензии на более чем 4 миллиарда долларов США — половину состояния Рыболовлева на тот момент.
24 февраля 2014 года Елену арестовали на Кипре по обвинению в краже кольца стоимостью 25 млн долларов США. Поводом для ареста стал иск, поданный Дмитрием Рыболовлевым против жены. Елена сумела доказать, что получила данное кольцо от мужа в марте 2008 года, и представила все документы, подтверждающие её исключительное право собственности, в результате чего она была освобождена без предъявления каких-либо обвинений.
В мае 2014 года суд первой инстанции в Женеве признал, что Рыболовлевы разведены, и обязал Дмитрия Рыболовлева передать бывшей супруге Елене около $4,5 млрд, недвижимость в Швейцарии, украшения и другое имущество на сумму 563,5 миллионов долларов США. Однако в июне 2015 года суд высшей инстанции сократил сумму отступных в 7 раз — до 604 миллионов долларов США. Суд Женевы также распорядился передать в распоряжение бывшей жены Рыболовлева два объекта недвижимости в Женеве. При этом, имущество трастов, которые действуют в интересах дочери Дмитрия — Екатерины, суд признал неприкосновенным.
В октябре 2015 года Дмитрий Рыболовлев и его бывшая супруга достигли договоренности по разделу имущества и прекратили все юридические действия, связанные с разводом, во всех юрисдикциях. Обе стороны договорились «окончательно отозвать все иски в отношении друг друга и связанных с ними сторон и юридических лиц».

## Состояние
Основной источник состояния — доходы от продажи в июне 2010 года 53 % акций «Уралкалия». Точную сумму сделки не огласили, но, по некоторым данным, она достигает 5,3 миллиардов долларов США. Через несколько месяцев после продажи акций «Уралкалия» Рыболовлев приобрёл 10 % акций Bank of Cyprus через компанию Odella Resources.
По состоянию на 2010 год, он занимал 79-е место во всемирном рейтинге миллиардеров журнала Forbes, в 2011 году — 93-е место, а в 2012 году — сотое. В 2013 году, несмотря на рост состояния на 0,5 млрд долларов, Рыболовлев вернулся на 119-ю позицию в рейтинге. По данным на 2015 год, он занимал 156-ю строчку в мировом рейтинге.
В общероссийском рейтинге Forbes Рыболовлев в 2011 году занимал 14-е место, в 2012 году — 13-е место, а в 2013 — снова 14-е место. В 2014 году переместился на 17-е место, в 2015 году вновь вернулся на 14-е место, а в 2016 году поднялся на 12-е место. В 2017 в общероссийском рейтинге Forbes занимал 15-е место с состоянием 7,3 млрд долларов, в 2018 переместился на 18-е место с состоянием 6,8 млрд долларов. В 2019 году Дмитрий Рыболовлев занял семнадцатую позицию в рейтинге «20 богатейших российских бизнесменов», опубликованном журналом Forbes. По итогам 2018 года размер его капитала оценивается в 6,8 млрд долларов.
| Показатель         | 2009 | 2010 | 2011 | 2012 | 2013 | 2014 | 2015 | 2016 | 2017 | 2018 | 2019 | 2020 |
| Состояние ($ млрд) | 3,1  | 8,6  | 9,5  | 9,0  | 9,1  | 8,8  | 8,5  | 7,7  | 7,3  | 6,8  | 6,8  | 6,6  |
| Место (в мире)     | 196  | 79   | 93   | 100  | 119  | 147  | 156  | 148  | 190  | 242  | 224  | 224  |
| Место (в России)   | 15   | 10   | 14   | 13   | 14   | 17   | 14   | 12   | 15   | 18   | 17   | 17   |

Кроме того, в 2016 году Forbes опубликовал рейтинг самых богатых наследников российских миллиардеров, в котором дочери Дмитрия Рыболовлева, Екатерина и Анна, входят в ТОП-10 (8 место; доля одного ребёнка составляет 3,85 миллиардов долларов США).
В рейтинге самых богатых людей мира (на 27 января 2016 года), составленным Bloomberg, Дмитрий Рыболовлев занял 112-ю строчку с состоянием 9 миллиардов долларов США. В обновлённом рейтинге (на 2 июня 2016 года) переместился на 117-ю строчку с состоянием 9,4 миллиардов долларов США.

## Собственность
Среди наиболее значимых приобретений Дмитрия Рыболовлева:
- покупка усадьбы Дональда Трампа Maison de L’Amitie («Дом дружбы») во Флориде (2008 год), стоимость — 95 миллионов долларов США; впоследствии участок разделили на три части, две из которых продали за 37 миллионов и 34 миллиона долларов США соответственно, а третью выставили на продажу[145][146][147]. Третья часть поместья была продана летом 2019 года за 37,3 миллиона долларов. Таким образом всё поместье, разделённое на три части Рыболовлев продал за 108,7 миллиона долларов, что позволило ему заработать 13,7 миллиона долларов[148][149].
- покупка десятикомнатных апартаментов площадью 662 м² в Нью-Йорке с окнами на Центральный парк Манхеттена (2011 г., стоимость — 88 млн долларов приобретен трастом, действующим в интересах дочери Екатерины)[150];
- взятые в аренду на 99 лет группа островов в районе западного побережья Греции, среди которых самый крупный остров — Скорпиос (2013 год, договор заключен трастом, действующим в интересах дочери Екатерины)[151];

Reuters цитирует слова Екатерины о том, что она видит значительный потенциал для дальнейшего развития инфраструктуры островов с использованием экологически чистых технологий и рассматривает приобретение как долгосрочное финансовое вложение. В мае 2013 года власти Греции начали выяснять законность прав Рыболовлевых на остров Скорпиос — в свете информации о завещании Онассиса, в котором указывалось, что если его потомки не смогут расходовать около 100 тыс. долларов в год на содержание острова, то они обязаны подарить его государству или авиакомпании Olympic Airways. В 2013 году Рыболовлев сделал ряд благотворительных вкладов в инфраструктуру прилегающего греческого острова Лефкас.
В январе 2021 года правительство Греции утвердило план Строительства и эксплуатации VIP-курорта на острове Скорпиос, инвестором которого выступает Дмитрий Рыболовлев. Объём инвестиций оценивается в 165 млн евро. Утверждённый правительством план предполагает строительство спорткомплекса, спа, вертолётной площадки, отеля класса люкс и нескольких вилл.

## Увлечения
Рыболовлев является владельцем двух яхт — Anna I за 80 миллионов долларов США и Anna за 250 миллионов евро. Обе яхты были построены фирмой Feadship и спроектированы Майклом Личом, причем Anna была самой большой суперъяхтой компании на 2019 год.
Также Рыболовлев является владельцем парусной гоночной яхты Skorpios, на которой в октябре 2019 года он участвовал в регате Nations Trophy в классе ClubSwan 50, проходившей в Пальма-де-Майорке. Команда Рыболовлева, в которую входил двукратный чемпион мира и олимпийский чемпион Фернандо Эчаварри (Fernando Echávarri), одержала победу. Эчаварри дал высокую оценку работе команды и самого Дмитрия Рыболовлева за штурвалом на капитанским мостике. Победа принесла россиянам титул чемпионов мира в классе ClubSwan 50.
В 2020 году команда Рыболовлева Skorpidi заняла третье место на чемпионате мира Swan One Design Worlds. Skorpios стала единственной командой, поднявшейся на подиум чемпионата мира в классе ClubSwan125 два года подряд.
В 2021 году в Финляндии завершили строительство парусной гоночной яхты Skorpios, названной в честь острова Скорпиос, принадлежащего семье миллиардера. В июле 2021 года 43-метровая яхта стоимостью $20 млн была доставлена Дмитрию Рыболовлеву. Парусную гоночную яхту построили на верфи Nautor’s Swan в Финляндии за четыре года. Судно способно развивать скорость до 15 узлов против ветра. В конструкцию яхты включено изогнутое подводное крыло, которое обеспечивает боковой и вертикальный подъём в различных условиях. Дмитрий Рыболовлев в команде Skorpios — рулевой парусной гоночной яхты.

## Награды
- 25 ноября 2010 года патриарх Московский и всея Руси Кирилл вручил Рыболовлеву Орден святого преподобного Серафима Саровского I степени за финансирование восстановления собора Рождества Богородицы московского Зачатьевского монастыря[169].

## Санкции
C 19 октября 2022 года  Дмитрий Рыболовлев находится под персональными санкциями со стороны Украины.